# Carlos Vásquez Ayllón
Carlos Vásquez Ayllón (Lima, 11 de diciembre de 1915) es un antiguo embajador peruano. 
Fue alumno del Colegio de la Inmaculada (Lima).
Estudió en la Facultad de Letras y de Derecho de la Pontificia Universidad Católica del Perú, en la Universidad de Georgetown y en la Universidad de Oxford.
En 1936 ingresó al Ministerio de Relaciones Exteriores.
En 1939 fue designado como tercer, en 1942 como segundo, Secretario en Londres.
En 1943 teniá Exequatur como Cónsul Adscrito en Nueva York.
En 1945 fue nombrado Segundo Secretario en los Estados Unidos de América.
Su carrera sigo como, primer Secretario, Subdirector del Protocolo,
Fue tercer Secretario y Vicecónsul en São Paulo.
Fue Segundo Secretario-Cónsul en Leticia (Colombia) y Benjamin Constant (Amazonas). 
Fue Segundo Secretario-Cónsul en La Rochelle.
Fue Primer Secretario-Cónsul General en Antofagasta.
Fue Jefe del Departamento de Información de Ministerio de Relaciones Exteriores del Perú en Lima. 
En 1968 se establecieron relaciones diplomáticas entre Perú y Yugoslavia.
Carlos Vásquez Ayllón fue primer secretario-cónsul general en Yugoslavia y después primer embajador en Belgrado.
En 1975 fue inspector general del Ministerio de Relaciones fue enviado a Madrid en reemplazo del general Nicolás Lindley López como embajador.
El 25 de julio de 1979, después de una importante labor diplomática en Madrid regresó a Lima.
| Predecesor:                       | Embajador peruano en Belgrado 1968 a 1974      | Sucesor: Andrés Aramburu Álvarez-Calderón |
| Predecesor: Nicolás Lindley López | Embajador en Madrid 1975 a 25 de julio de 1979 | Sucesor: Guillermo Arbulú Galliani        |